# Aechmea guaratubensis
Aechmea guaratubensis là một loài thực vật có hoa trong họ Bromeliaceae. Loài này được E.Pereira mô tả khoa học đầu tiên năm 1972.